# Шамблен, Луи-Жодель
Луи-Жодель Шамблен (фр. Louis-Jodel Chamblain; 18 января 1953) — гаитянский ультраправый боевик и политик. Дювальерист, бывший тонтон-макут, лидер парамилитарного формирования Frappe. Активный участник свержения левого президента Аристида в 1991 и 2004 годах. Обвинялся в военных преступлениях и массовых убийствах.

## Тонтон-макут и сержант
Относительно даты рождения Луи-Жоделя Шамблена существуют расхождения, разные источники называют 1951, 1953 и 1954. При правлении Дювалье-младшего Шамблен был тонтон-макутом. После свержения Дювалье в 1986 году в звании сержанта поступил на армейскую службу.
Шамблен считается организатором «эскадронов смерти», сорвавших проведение выборов 1987 года. В результате уличного террора тогда погибли 34 человека. У власти осталась военная хунта генерала Анри Намфи.

## Командир отрядов «Frappe»
В сентябре 1991 года Луи-Жодель Шамблен был активным участником военного переворота против левого президента Жана-Бертрана Аристида. Являлся одним из главных силовиков военной хунты генерала Рауля Седраса. В 1993 стал одним из лидеров ультраправой парамилитарной организации Frappe. Считался в организации «человеком N 2», после Эммануэля Констана.
Шамблен командовал вооружёнными формированиями Frappe, руководил расправами над оппозицией. Являлся одним из организаторов убийства предпринимателя-правозащитника Антуана Измери, возглавлял боевиков Frappe во время резни в Работо (массовое убийство сторонников Аристида близ Гонаива 22 апреля 1994). При этом позиционировался как антикоммунист.
В октябре 1994 на Гаити высадились подразделения морской пехоты США. Хунта Седраса не решилась на сопротивление и отказалась от власти. Жан-Бертран Аристид вернулся на Гаити и занял президентский пост. Луи-Жодель Шамблен бежал в Доминиканскую Республику. Гаитянский суд заочно приговорил Шамблена к пожизненному заключению.

## Возвращение
В феврале 2004 года началось восстание против Аристида. Луи-Жодель Шамблен вернулся на Гаити. С пятьюдесятью бойцами Frappe он захватил город Энш (Инч) и взял под контроль важные коммуникации. Повстанческий отряд Шамблена вместе с мятежниками Ги Филиппа примкнул к «Армии каннибалов», преобразованной в Национальный фронт освобождения и реконструкции (FLRN). Силы FLRN установили контроль над страной и довершили переворот, вынудив Аристида вторично бежать из Гаити.
В апреле 2004 года по представлению Международной Амнистии Шамблен был взят под стражу миротворческими силами ООН. Ему были предъявлены обвинения в военных преступлениях и политических убийствах, начиная с 1987. Однако в августе 2005 (несмотря на протесты посла США Джеймса Фоли), Луи-Жодель Шамблен был оправдан и освобождён. Комментаторы расценили это как «компромисс временного правительства с парамилитарес».
Луи-Жодель Шамблен вступил в крайне правую партию Ги Филиппа Фронт национальной реконструкции (FRN). Характеризуется как «сильный человек» FRN. В 2011 году возглавил службу безопасности Жана-Клода Дювалье после возвращения Бэби Дока на Гаити.
Во время политического кризиса 2015—2016 годов Луи-Жодель Шамблен выступал против сохранения у власти президента Мишеля Мартейи, поскольку считал, что это чревато гражданской войной.